# Libro di Jasher
Il Libro di Jasher (o Jashar, in ebraico: סֵפֶר הַיׇּשׇׁר; trasl: sēfer hayyāšār) è uno dei libri non canonici menzionati nella Bibbia, il cui testo è sconosciuto.
Zaddiq è la differente parola ebraica che indica l'uomo giusto, appellativo dato dai Vangeli a san Giuseppe, patriarca e padre putativo di Gesù.

Le menzioni bibliche del Libro di Jasher sono in Giosuè 10:13 e 2 Samuele 1.18, cui secondo alcuni studiosi si aggiungerebbe anche un riferimento indiretto in 1Re 8:53 della sola Septuaginta greca.

## Libro di Giosuè e 2Samuele
La Bibbia di re Giacomo del 1611 lo menziona col nome ebraico come Book of Iasher, e una chiosa a lato or book of upright?., ripresa da:
- l'interlineare ebraico, che rende Iasher con Upright[6] (lett. "Libro dell'uomo retto"),
- dalla maggioranza delle traduzioni moderne della Bibbia in lingua inglese, che lasciano il termine ebraico con Book of Jashar.[7]

Invece, la Vulgata traduce con il latino libro justorum (in carattere minuscolo) sia Giosuè 10:13 che 2 Samuele 1:18, corrispondenti a "Libro dei Giusti", che  dalla "Nova Vulgata" del Vaticano II viene modificato in libro Iusti, al numero singolare, con iniziale maiuscola sostituita da una lettera i), come è per un nome proprio di persona.
La Septuaginta traduce 2Samuele 1:18 col greco βιβλίου τοῦ εὐθοῦς (trasl.: bibliou tou euthous). Non vi è, invece, riscontro di Giosuè 10:13.

## 1Re
Una terza e ultima menzione si potrebbe rinvenire indirettamente in 1 Re 8:53, dove la Septuaginta riporta il greco ἐν βιβλίῳ τῆς ᾠδῆς (trasl. en bibliō tēs odēs, lett. "nel libro del canto") , suggerendo che il Cantico di Salomone fosse utilizzato come libro di preghiere cantate.

Tuttavia, tale espressione è assente nel testo ebraico, nella Vulgata Clementina e nella Bibbia di re Giacomo. È stato ipotizzato che l'originale ebraico potesse essere Sefer HaYashar con due lettere trasposte e il secondo nome  fosse originariamente שיר ("cantico") oppure ישיר ("lui canterà").